# Грго Мартич

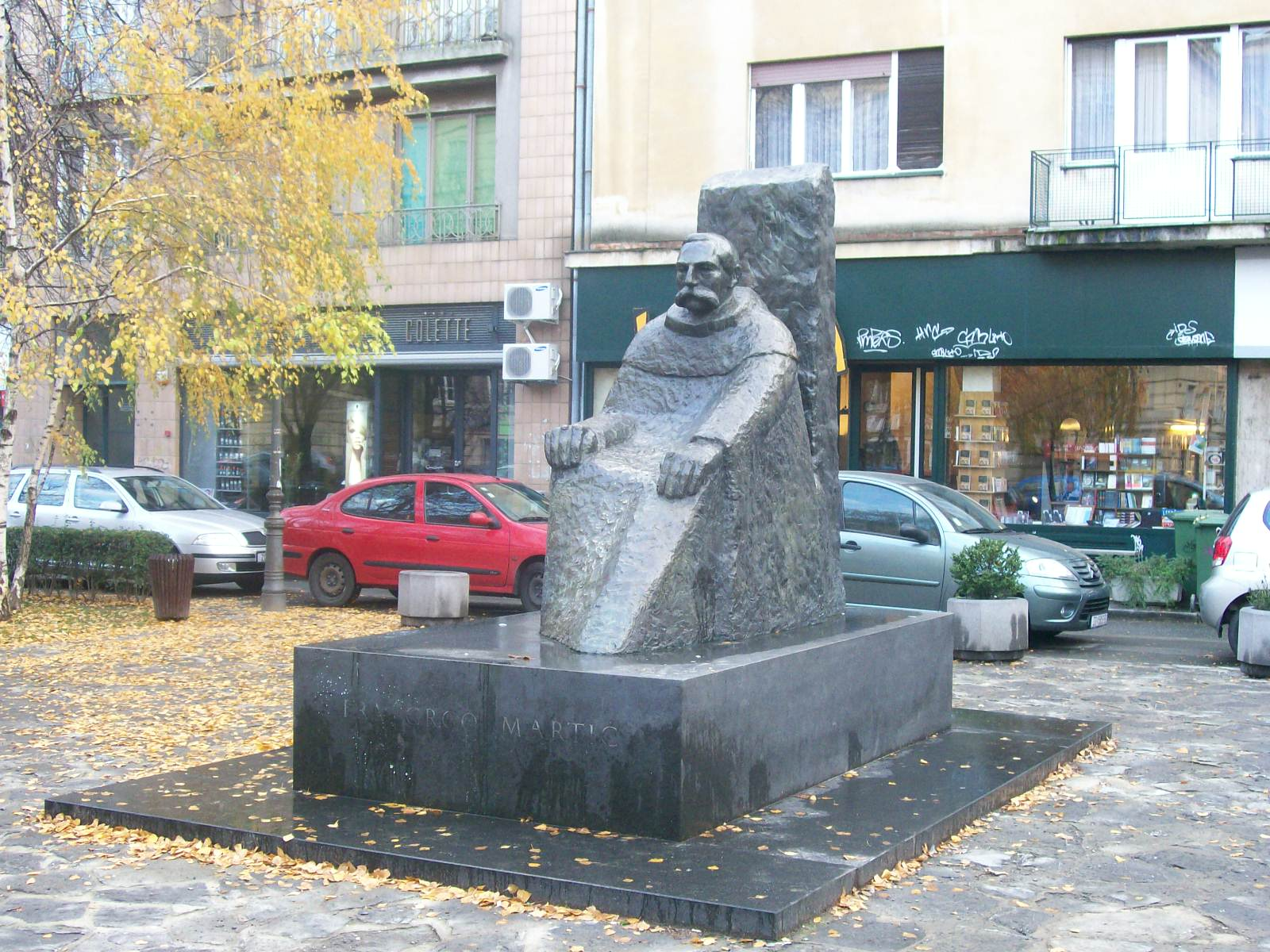
Пам'ятник Грго Мартичу в Загребі

Грго Мартич (хорв. Grgo Martić; нар. 22 січня 1822, Растовача, близько Посуш'є, Боснія і Герцеговина — 30 серпня 1905, Сараєво, Боснія і Герцеговина) — хорватський та боснійський чернець-францисканець і письменник.

## Біографія

### Загальна життєпис
Грго Мартич народився в 1822 році в містечку Растовача біля міста Посушя (раніше — Османська імперія, нині Боснія і Герцеговина). Навчався в Загребі і Пешті. У 1834 році вступив до школи при францисканському монастирі, до 1838 року проживав в Крешево. З 1844 року навчався в Пожега, Загребі та Пешті (нині Будапешт). 24 грудня 1844 року отримав освячений в священники, три роки здійснював служби в Крешево і Осова. У 1847 році відкрив школу в Крешево і гімназію в Сараєво. З 1851 по 1879 роки — священик римо-католицької церкви в Сараєво, з 1879 року і до смерті (1905 рік) — чернець монастиря францисканців в Крешево. Більшу частину свого життя провів в Боснії.

### Літературна та культурна діяльність
Мартич перекладав твори Гомера і Гете на хорватську мову, а також писав ряд історичних творів — одним з найбільш відомих став роман «Просвітителі» (хорв. Osvetnici) присвячений боротьбі балканських слов'ян проти панування Османської імперії. Також він зустрічався з майбутнім албанським письменником Джерджієм Фіштою і ще одним хорватським письменником Сильвіє Страхимир Краньчевичем — Мартич і Краньчевич зуміли схилити албанця до літературної діяльності.

### Політична діяльність
Мартич в молодості активно підтримував рух ілліризму, трохи пізніше став виступати за приєднання Боснії і Герцеговини до майбутньої хорватської держави, яка з'явиться після припинення існування Австро-Угорщини. Боровся за права хорватів-католиків в Боснії і Герцеговині, за що був заарештований владою.

## Пам'ять
- Перед церквою в Посушя був встановлений пам'ятник у вигляді відкритої книги, в якій написано: «Важко дому без братньої любові, як Боснії без Хорватської землі» (хорв. Teško domu bez ljubavi bratske, ko i Bosni bez zemlje Hrvatske Також в Посушя є школа, що носить ім'я Грго Мартича.
- У рідному селі Растовача встановлено кам'яний хрест, на якому вказані роки життя Мартича і коротко описана його діяльність.
- У Боснії і Герцеговині в свій час була випущена поштова марка із зображенням Мартича.
- Кисті хорватського художника Івана Тишова належить портрет Грго Мартича.
- Пам'ятник Грго Мартич встановлений і в Загребі.